# Tony Smith (cestista 1970)
Antonio Demetrice Smith, detto Tony (Norfolk, 13 febbraio 1970), è un ex cestista statunitense, professionista in Germania, Spagna, Turchia, Venezuela e Francia.

## Palmarès
- USBL All-Rookie Team (1992)
- Miglior passatore USBL (1992)
- MVP Liga LEB: 1

Murcia: 1997-1998
- Liga LEB MVP finali: 1

Murcia: 1997-1998